# Skrocksjön
Skrocksjön är en sjö i Filipstads kommun i Värmland och ingår i Göta älvs huvudavrinningsområde. Sjön är 17,5 meter djup, har en yta på 1,09 kvadratkilometer och befinner sig 251,9 meter över havet. Sjön avvattnas av vattendraget Sandsjöälven.

## Delavrinningsområde
Skrocksjön ingår i det delavrinningsområde (665182-140277) som SMHI kallar för Utloppet av Skrocksjön. Medelhöjden är 261 meter över havet och ytan är 3,47 kvadratkilometer. Det finns inga avrinningsområden uppströms utan avrinningsområdet är högsta punkten. Sandsjöälven som avvattnar avrinningsområdet har biflödesordning 4, vilket innebär att vattnet flödar genom totalt 4 vattendrag innan det når havet efter 386 kilometer. Avrinningsområdet består mestadels av skog (59 procent). Avrinningsområdet har 1,1 kvadratkilometer vattenytor vilket ger det en sjöprocent på 31,6 procent.